# Dysgrafi
Dysgrafi er en vanskelighed i forhold til at skrive, primært i forhold til håndskrivning, men også i forhold til at udtrykke sig sammenhængende. Dysgrafi er en transskriptionsvanskelighed, hvilket betyder, at det er en skrivevanskelighed, der forringer håndskriften, ortografisk kodning (ortografi, lagringsprocessen med skrevne ord og behandlingen af disse ord) og fingersekventering (bevægelsen af muskler, der er påkrævede i skriveprocessen). Der er ofte overlap med andre indlæringsvanskeligheder så som talevanskeligheder, opmærksomhedsforstyrrelser eller dyspraksi. I Diagnostic and Statistical Manual of Mental Disorders (DSM-IV) er dysgrafi karakteriseret som en indlæringsvanskelighed, hvor en persons skriftlige udtryksform er under det niveau, der forventes af en person i forhold til alder, intelligens og passende uddannelse. DSM udtrykker ikke klart, om der kun refereres til de motoriske færdigheder i skriveprocessen, eller om det også omfatter de ortografiske færdigheder og stavning.
Ordet dysgrafi stammer fra de græske ord dys der betyder forringet og grafi der betyder skrevet i hånden.
Der er mindst to trin i skriveprocessen: Det lingvistiske og det motoriske trin. Det lingvistiske trin involverer forståelse af auditive og visuelle informationer og overføre dem til skrevne ord. Det foregår gennem gyrus angularus, der angiver de lingvistiske regler, som guider skrivningen. Det motoriske trin er hvor den motoriske del af skrevne ord og grafem kommer til udtryk. Dette trin formidles af Exners skriveområde i frontallappen.
Folk med dysgrafi kan ofte skrive på et vist niveau og kan erfare vanskeligheder med andre finmotoriske færdigheder så som at binde snørebånd. Dysgrafi påvirker dog ikke alle finmotoriske færdigheder. Personer med dysgrafi har ofte ualmindelig svært ved håndskrift og stavning, som på skift kan give skrivevanskeligheder. De kan mangle basale grammatiske- og skrivefærdigheder (fx have svært ved bogstaverne p, q, b og d) og de vil ofte skrive de forkerte ord, når de prøver at skrive deres tanker ned på papir. Vanskeligheden kommer frem når barnet første gang introduceres for skrivning. Voksne, teenagere og børn kan alle have dysgrafi.
Dysgrafi skal holdes adskilt fra agrafi, som er et erhvervet tab af evnen til at skrive, det kan være et resultat af en hjerneskade, et slagtilfælde eller en tiltagende sygdom.